# Even Hovdhaugen
Even Hovdhaugen (Oslo, 21 de junio de 1941 — 16 de octubre de 2018) fue un lingüista noruego. Fue profesor de Lingüística de la Universidad de Oslo en 1974. Era experto en lenguas polinesias. 
Hovdhaugen era hijo del político Einar Hovdhaugen. Se licenció en la folología clásica y lingüista comparativa indeuropea en 1966. Realizó investigaciones de campo en Hungría, Turquía, la URSS, Mongolia, Perú, Chile, Samoa, Tokelau y las Islas Salomón. Produjo diferentes investigaciones Realizó una extensa investigación y publicó libros de texto para uso universitario y secundario. Fue autor de gramáticas del samoano y del tokelauano.
En 1995 fue profesor invitado en la Universidad de Copenhague, y de 1978 a 1980 fue el primer editor del Nordic Journal of Linguistics. Ocupó varios puestos clave dentro de la administración y la investigación universitaria, incluido el de decano de la Facultad de Artes de Oslo. Dirigió el Instituto de Investigación Comparada en Cultura Humana de 1986 a 1991. En 1992 recibió el Premio a la Excelencia Fridtjof Nansen y el Premio a la Excelencia del Consejo Noruego de Investigación para la Ciencia y las Humanidades (NAVF).
Residió en Bærum hasta su muerte el 16 de octubre de 2018.

## Trabajos seleccionados
- Transformasjonell generativ grammatikk (Transformational Generative Grammar, 1969, 1971)
- Foundations of Western Linguistics (1982)
- From the Land of N'afanua. Samoan Oral Texts in Transcription with Translation, Notes and Vocabulary (1987)
- A Handbook of the Tokelau Language (con Ingjerd Hoëm, Consulata Mahina Iosefo y Arnfinn Muruvik Vonen, 1989)
- Ko te kalama moamoa Tokelau (con Ingjerd Hoëm y Arnfinn Muruvik Vonen, 1989)
- Kupu mai te Tutolu. Tokelau Oral Literature (con Ingjerd Hoëm y Arnfinn Muruvik Vonen, 1992)
- Samoan Reference Grammar (con Ulrike Mosel, 1992)
- (editor) ...and the Word was God. Missionary Linguistics and Missionary Grammar (1996)
- The History of Linguistics in the Nordic Countries (con Fred Carlsson, Carol Henriksen y Bengt Sigurd, 2000)